# 中華民國—象牙海岸關係
中華民國與象牙海岸共和國（音譯科特迪瓦；意譯象牙海岸）於1963—1983年有官方外交關係，斷交後，在對方首都互設代表機構。

## 政治

### 外交

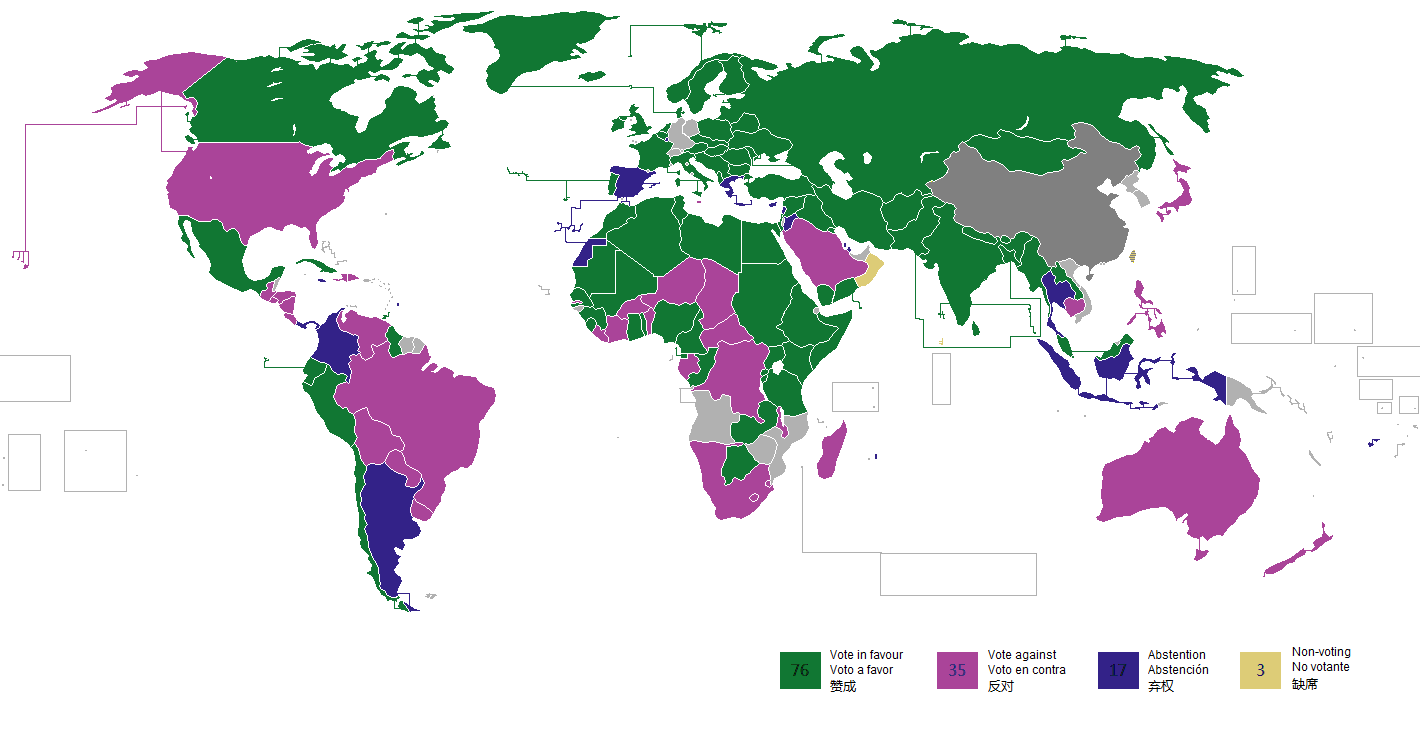
紫色國家表示在1971年的投票中支持中華民國續留聯合國，即《聯合國大會2758號決議》，其中包括象牙海岸。

1963年7月20日，建立大使級外交關係。10月14日，於行政首都阿必尚設立中華民國駐象牙海岸共和國大使館，並派駐代办。
1965年5月，中華民國派駐象牙海岸大使。
1967年12月，總統府秘書長張群任慶賀賴比瑞亞總統、副總統就職典禮特使，順道訪問象牙海岸。
1970年，象牙海岸派駐中華民國大使，由駐日本大使兼任。
1983年3月3日，與中華民國斷交。4月17日，關閉大使館。
1993年9月，象牙海岸常駐聯合國代表在第48屆聯合國大會的總辯論中，提出「會籍普遍化原則」，間接表示支持中華民國參與聯合國。
1995年10月，象牙海岸等20國在聯合國成立50週年特別紀念會議中，以直接或間接的方式為中華民國參與聯合國案執言。
1997年5月，象牙海岸與其他10個國家先後在世界衛生大會全會中，發言反對中華民國以觀察員身分參與世界衛生大會。

### 代表機構
1976年5月，象牙海岸在台北开设象牙海岸共和國名譽領事館，以維持雙邊關係，延续至今。
2017年1月1日，原本由經濟部國際貿易局所設立的遠東貿易服務中心駐象牙海岸辦事處基於業務考量而暫停運作，並改由駐奈及利亞聯邦共和國臺北貿易辦事處、駐法國台北代表處共同管轄。
2022年11月12日，中華民國外交部表示，為持續協助臺商拓展非洲市場與爭取商機，於行政首都暨第1大城阿比让設立具大使館功能的駐象牙海岸臺北代表處。

## 經濟

### 貿易
中華民國對外貿易發展協會（外貿協會）於象牙海岸首都阿比让設立臺灣貿易中心。
| 年分 | 貿易總額   | 貿易總額 | 貿易總額 | 出口至象牙海岸 | 出口至象牙海岸 | 出口至象牙海岸 | 自象牙海岸進口 | 自象牙海岸進口 | 自象牙海岸進口 | 順逆差 |
| 年分 | 金額       | 年增減   | 排名     | 金額           | 年增減         | 排名           | 金額           | 年增減         | 排名           | 順逆差 |
| ---- | ---------- | -------- | -------- | -------------- | -------------- | -------------- | -------------- | -------------- | -------------- | ------ |
| 2017 | 26,654,869 | ▼2.3%    | 119      | 22,025,047     | ▼4.4%          | 107            | 4,629,822      | ▲9.1%          | 126            | 順差▼  |
| 2018 | 25,036,084 | ▼6.1%    | 127      | 24,698,654     | ▲12.1%         | 108            | 337,430        | ▼92.7%         | 168            | 順差▲  |
| 2019 | 22,946,247 | ▼8.3%    | 126      | 21,393,739     | ▼13.4%         | 107            | 1,552,508      | ▲360.1%        | 148            | 順差▼  |
| 2020 | 28,331,840 | ▲23.5%   | 115      | 26,158,197     | ▲22.3%         | 96             | 2,173,643      | ▲40.0%         | 140            | 順差▲  |
| 2021 | 24,319,641 | ▼14.2%   | 122      | 22,908,312     | ▼12.4%         | 103            | 1,411,329      | ▼35.1%         | 154            | 順差▼  |
| 2022 | 32,784,060 | ▲34.8%   | 118      | 31,695,999     | ▲38.4%         | 100            | 1,088,061      | ▼22.9%         | 155            | 順差▲  |
| 2023 | 29,493,734 | ▼10.0%   | 117      | 29,332,517     | ▼7.5%          | 96             | 161,217        | ▼85.2%         | 175            | 順差▼  |
| 2024 | 22,879,209 | ▼22.4%   | 124      | 22,109,549     | ▼24.6%         | 101            | 769,660        | ▲377.4%        | 160            | 順差▼  |

2023年的兩國貿易項目如下：
出口至象牙海岸的前10大項目為：多元羧酸及其酐、鹵化物、过氧化物與过氧酸，其鹵化、磺化、硝化或亞硝化衍生物；橡膠或塑料加工機或以此類原料製造產品之機械；空氣泵或真空泵、空氣或其他氣體压缩机與风扇；印刷版、滾筒與其他印刷組件之印刷机以及打印机、复印机與傳真機；塑膠板、片、箔、薄膜與扁條，未與其他物質結合者；容器洗滌與乾燥機器、容器盛裝與封口機器、飲料充氣機；苯乙烯之聚合物；叉舉車、裝有昇降或搬運物品設備之其他工作車；塑膠板、片、箔、薄膜與扁條；金属、金屬碳化物、玻璃、礦物、橡膠或塑膠模具等。
自象牙海岸進口的前10大項目為：初級狀態或呈板、片、條狀之天然橡胶、巴拉塔橡膠、古塔波橡膠、怪有力橡膠與奇克力橡膠；可可粉，未加糖或未含其他甜味料者；箱盒袋類容器；特殊物品，含進口未超過5萬新臺幣之小額報單與其他零星物品；半導體裝置、光敏半導體裝置、發光二極體、已裝妥之压电晶体；鑄幣；木材；電阻器；男用或男童用服飾；集成电路等。

### 投資
自2002年內亂後，許多台商已撤離象牙海岸，有些選擇移居至他國，而多數則返回台灣另謀生計。目前當地台商及眷屬人數已自1980－1990年代最盛時期的300多人，剩下目前的24人（14戶），大部分在最大城阿比让。經營的產業包括：進出口貿易、機械進口代理、橡膠生產、蕃茄醬生產、農場、餐廳、麵包店、漁撈業及冷凍漁產進口等，總投資金額約2,000萬美元。由於許多台商第1代已屆退休年齡，因此事業經營呈現半停滯狀態；台商第2代有些在美國、台灣及中國大陸等地發展，另有些則在西非國家從事貿易，總之，當地台商的商業活動並非十分活絡。現已成立「象牙海岸台灣商會」（Taiwanese Chambers of Commerce in Cote d'Ivoire, TCCCI）。
根據中華民國經濟部投資審議司統計，截至2022年，象牙海岸在臺灣的總投資金額約24.6萬美元。

### 交流
2008年8月，中華民國國際經濟合作協會（國經協會）與臺灣非洲經貿協會組成「中華民國西非及东非貿易拓銷團」前往象牙海岸，與出口促進協會（Association for the Promotion of Exports of Côte d'Ivoire, APEX-CI）共同舉辦第1屆「臺象經濟聯席會議」，象牙海岸商務部次長、財政暨經濟部經濟署長與會致詞並發表專題演講。會後並舉辦貿易洽談會。
2012年7月，中華民國外交部非洲司副司長、國際合作發展基金會（國合會）等人前往象牙海岸，並參加西非经济货币联盟的圓桌會議。
2015年3月，象牙海岸商務部外貿技術顧問應經濟部國際貿易局邀請抵臺訪問，是近8年來訪臺的最高層級官員。
2015年5月，中華民國外交部亞西及非洲司副司長、國合會等人前往象牙海岸，並參加非洲開發銀行第50屆年會活動。
2017－2019年，中華民國對外貿易發展協會（外貿協會）籌組「西北非貿易投資布局團」前往象牙海岸舉辦貿易洽談會。
2018年12月，中華民國經濟部國際合作處長率團前往象牙海岸出席国际棉花咨询委员会年會。
2022年11月，國經協會副理事長兼「台灣非洲經貿協會」理事長率團前往象牙海岸，並與象牙海岸投資促進中心（法語：Centre de Promotion des Investissements en Côte d'Ivoire, CEPICI）、商工總會（Chambre de Commerce et d'Industrie de Côte d'Ivoire, CCI-CI）、中小企業聯合會（Fédération Ivoirienne des Petites et Moyennes Entreprises, FIPME）舉行會談。
2023年6月，外貿協會籌組「西北非拓銷團」前往象牙海岸、加纳、奈及利亞。

## 協定
| 日期           | 簽署                                                     | 備註         |
| -------------- | -------------------------------------------------------- | ------------ |
| 1962年9月22日  | 《中華民國與象牙海岸共和國技術合作協定》                 | 以下簡稱中象 |
| 1967年4月26日  | 《中象關於成立「農作物良種繁殖及供應中心」技術合作協定》 |              |
| 1967年8月6日   | 《中象農業發展技術合作協定》                             | [ 註 3 ]     |
| 1971年8月31日  | 《中象貿易協定》                                         |              |
| 1974年4月10日  | 《中象手工藝技術合作協定》                               | [ 註 4 ]     |
| 1974年10月29日 | 《中象關於大埠種籽農場技術合作協定》                     | [ 註 5 ]     |
| 1987年7月10日  | 《中象國際快捷郵件服務協定》                             |              |

## 簽證

持中華民國護照的中華民國國民簽證要求分布圖：入境象牙海岸可以電子簽證。

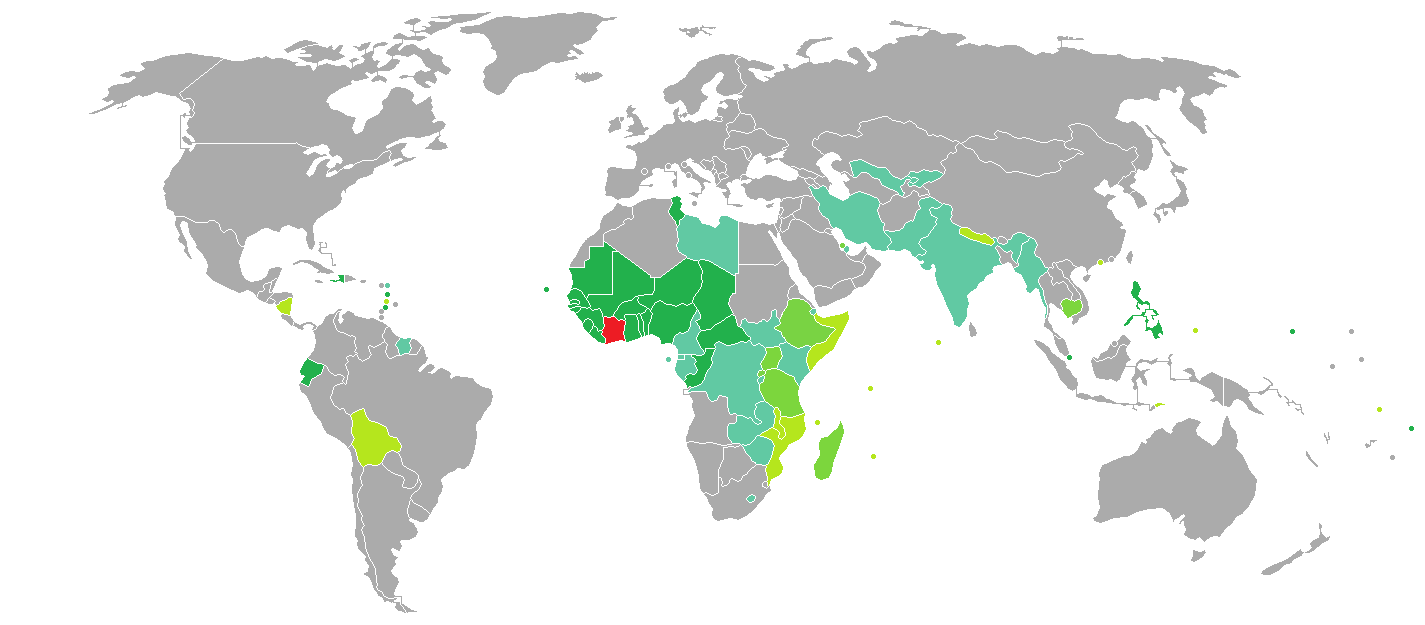
持象牙海岸護照的象牙海岸人口簽證要求分布圖：入境中華民國需要簽證。

兩國國民皆須申請簽證方可入境對方國家。持中華民國護照的中華民國國民可以事先上網申請電子簽證入境象牙海岸的阿必尚國際機場。也可前往駐台北的象牙海岸共和國名譽領事館申請實體簽證，申辦相對便利，停留最多90天。入境須攜帶國際疫苗接種證明（黃皮書）。
持象牙海岸護照的象牙海岸國民抵台參加由中央政府機關主辦、協辦或贊助之國際會議、運動賽事、商展或其他活動，亦可以電子簽證入境中華民國，停留最多30天並不得延期。

## 交通

### 航空

#### 客運
兩國無直航班機，可經由（不計航點遠近，截至2023年6月27日）：
- 台北→伊斯坦堡、巴黎、紐約，再轉機前往象牙海岸的阿比让费利克斯·乌弗埃-博瓦尼国际机场。

### 駕車
持有中華民國國際駕駛執照或申請象牙海岸駕駛執照，並投保車險，可在象牙海岸駕車。

## 外部連結
| - 中華民國外交部－象牙海岸共和國簡介 （页面存档备份，存于） - 駐象牙海岸臺北代表處 - 外交部領事事務局－國外旅遊警示分級表 - 中華民國衛生福利部－國際旅遊疫情建議等級 - 中華民國國際經濟合作協會 （页面存档备份，存于） - 阿比尚臺灣貿易中心（Facebook） | - 象牙海岸共和國名譽領事館 |